# BigLift

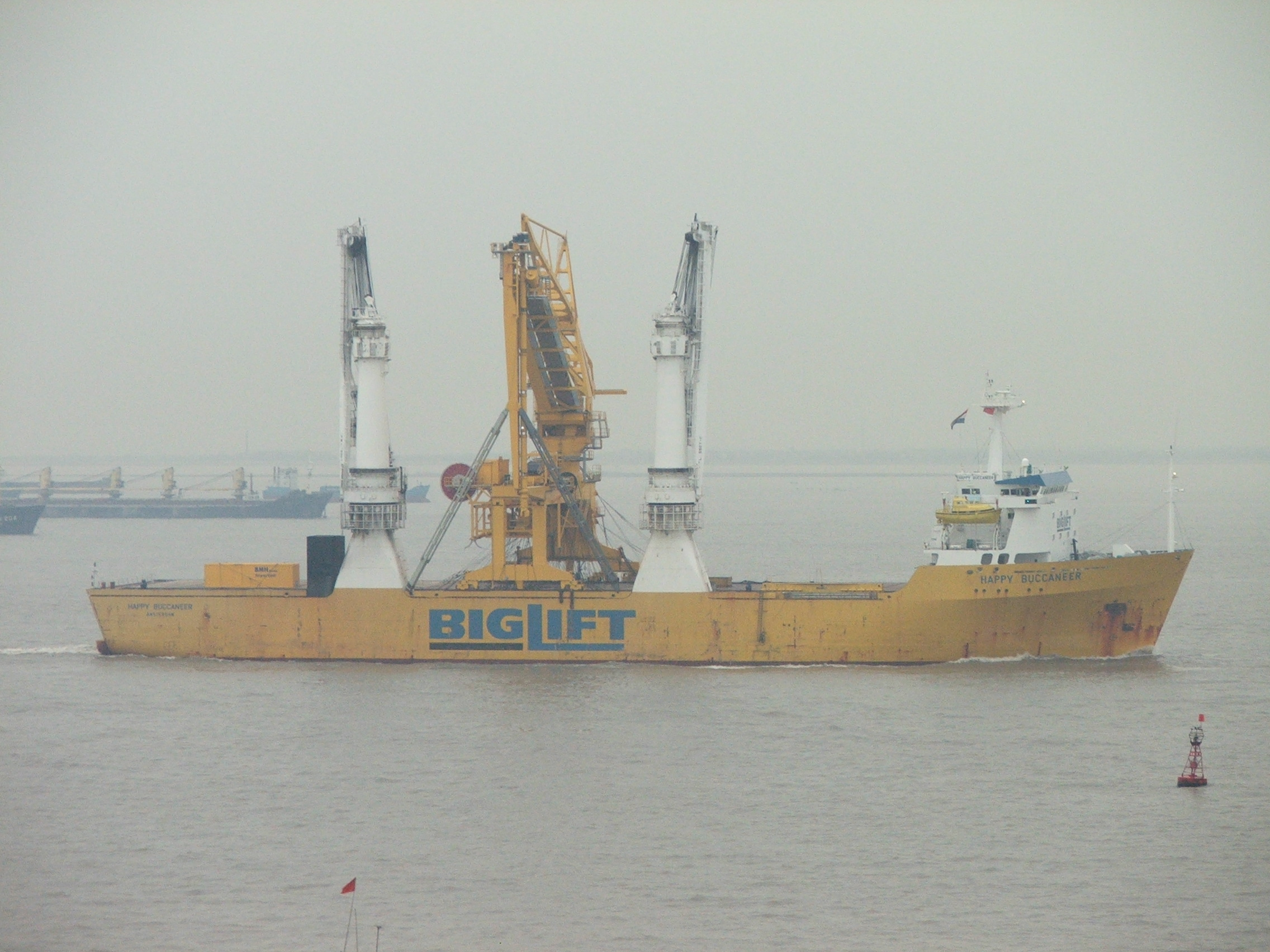
Die Happy Buccaneer

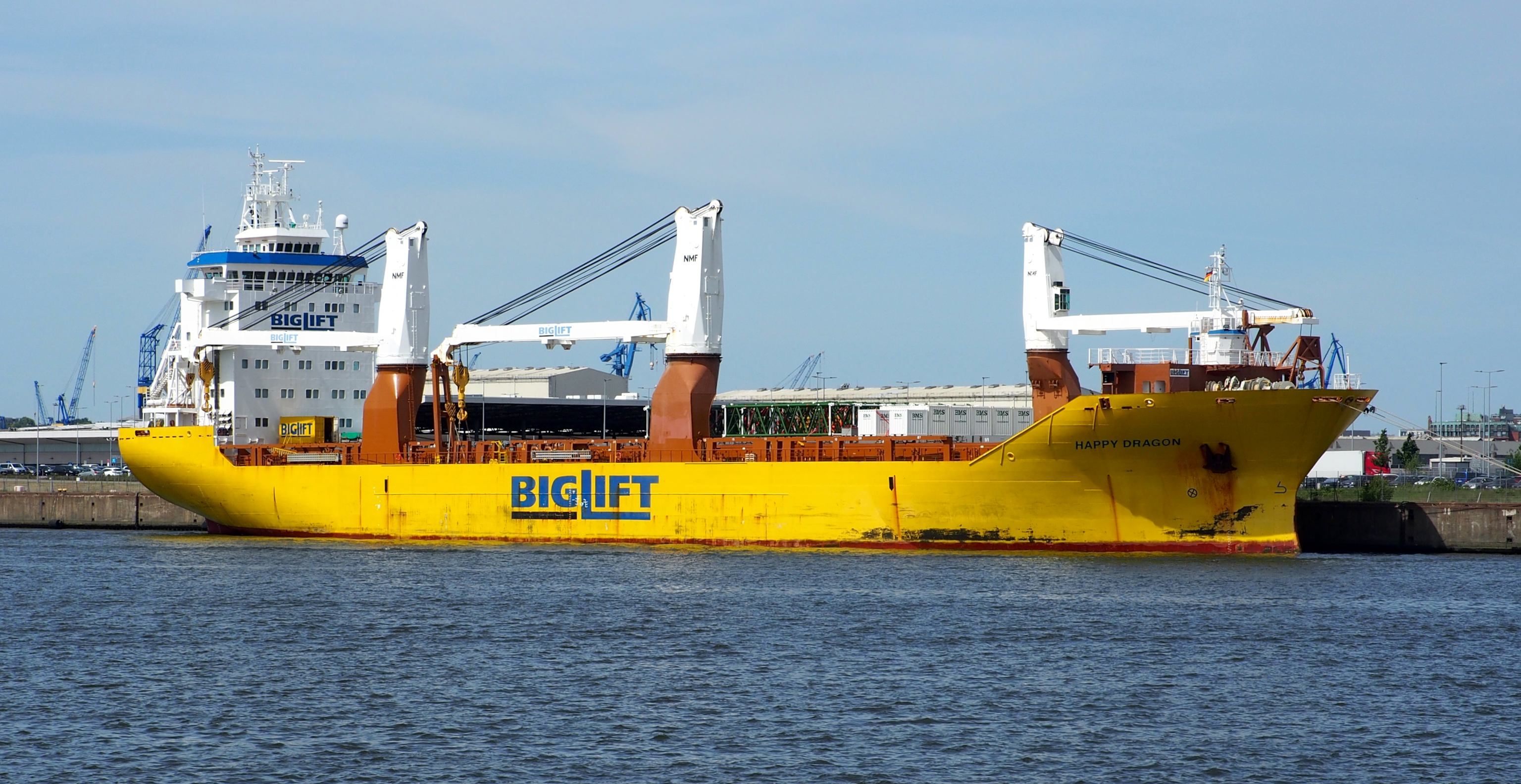
Happy Dragon

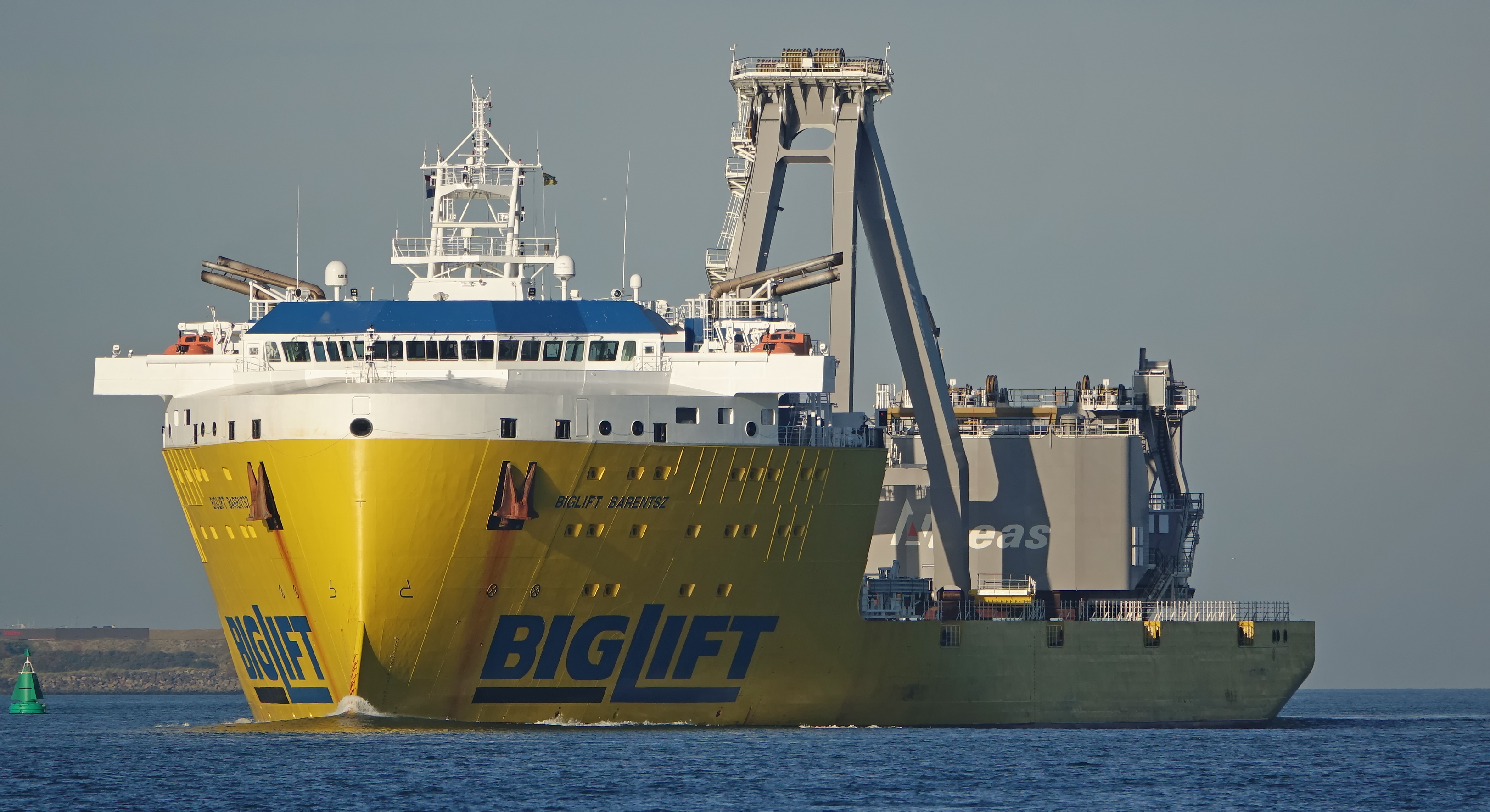
BigLift Barentsz

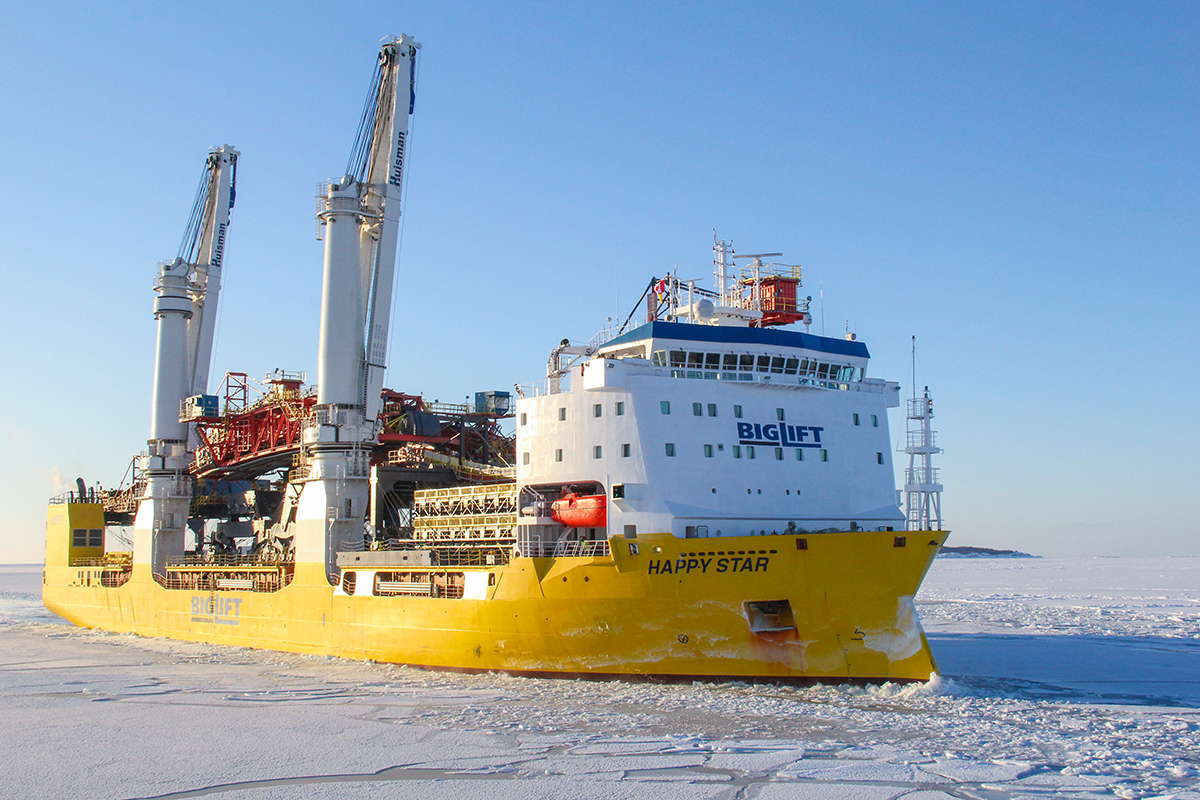
Happy Star

Die Schwergut-Reederei BigLift Shipping B.V., bis zum Jahr 2000 Mammoet Shipping, mit Hauptsitz in Amsterdam ist ein Tochterunternehmen der Reedereigruppe Spliethoff.

## Beschreibung
Die Reederei wurde 1973 unter dem Namen Mammoet Shipping als für die Seefahrt zuständiger Teil des Schwergut-Logistikunternehmens Mammoet Transport gegründet. Im Jahr 1981 übernahm die niederländische Reederei Nedlloyd die Schwergutreederei Mammoet. 1984 bildete das Unternehmen den Schwergutreedereipool Mammoet Heavy Lift Partners. Außer Mammoet (mit 16 Schiffen) beteiligten sich noch die Reedereien Project Carriers und Sloman Neptun. Das Flaggschiff der gemeinsamen Flotte bildete der im selben Jahr neuerbaute Schwergutfrachter Happy Buccaneer mit einer Kapazität von zwei mal 550 Tonnen Hubvermögen. 1987 trat die japanische Reederei Mitsui O.S.K. Lines dem MHLP-Pool bei. 1988 ging Mammoet Shipping zu gleichen Teilen ein Joint Venture zwischen Mammoet Transport und der Reederei Hansa Linie ein. 1994 übernahm die niederländische Reederei Spliethoff’s Bevrachtingskantoor 70 % der Anteile an Mammoet Shipping, 30 % verblieben bei Mammoet Transport. Ab 1998 wurden neue Schiffe des „Happy-R…“-Typs in Dienst gestellt. Im Jahr darauf trat die Reederei West African Shipping mit vier „Tra…“-Schiffen der Mammoet Heavy Lift Partners bei.
Im Jahr 2000 veräußerte Nedlloyd, das damalige Mutterunternehmen von Mammoet Transport, die komplette Mammoet-Gruppe an Van Seumeren, woraufhin Van Seumeren auch den Rest des Unternehmensteils Mammoet Shipping an die Reederei Spliethoff abgab. Der Name änderte sich infolgedessen in BigLift Shipping.

## Flotte der BigLift Shipping
| Schiffsklasse | Einheiten                                                                  | Länge    | Breite  | Verdrängung | Baujahr   |
| ------------- | -------------------------------------------------------------------------- | -------- | ------- | ----------- | --------- |
| Tra-Typ       | - Tracer - Transporter - Tramper - Traveller                               | 100,5 m  | 20,4 m  | 8 600 t     | 1999/2000 |
|               | - Happy Buccaneer                                                          | 145,89 m | 28,3 m  | 13 740 t    | 1984      |
| Happy-R-Typ   | - Happy River - Happy Rover - Happy Ranger                                 | 138,0 m  | 22,88 m | 15 634 t    | 1997/1998 |
| Happy-D-Typ   | - Happy Delta - Happy Diamond - Happy Dover - Happy Dragon - Happy Dynamic | 156,93 m | 25,6 m  | 17 518 t    | 2011      |
|               | - Happy Sky                                                                | 154,8 m  | 26,5 m  | 18 680 t    | 2013      |
|               | - Happy Star                                                               | 156 m    | 29,0 m  | 20 000 t    | 2014      |

Quelle: 